# María Luisa Navarro Margati
María Luisa Navarro Margati, o Margothi, (Sète, 1890-Buenos Aires 1947) fue una pedagoga ligada a la Institución Libre de Enseñanza, vocal del Patronato de las Misiones Pedagógicas, y presidenta de la Agrupación Femenina Republicana.

## Trayectoria
Nace en Francia, entre 1885- 1890, donde su familia de origen gaditano se había exiliado. Estudió en Madrid en la Asociación para la Enseñanza de la Mujer, institución pionera en la integración de las mujeres en la educación. Continuó sus estudios en la Escuela de Estudios Superiores de Magisterio de Madrid en 1909, fue alumna de Ortega y Gasset, Domingo Barnes o Luis de Zulueta y compañera de María de Maeztu, Gloria Giner, Juana Hontañón y Lorenzo Luzuriaga con quien se casaría y compartiría proyectos pedagógicos, entre otros, la Revista de Pedagogía, publicación educativa durante la Segunda República Española.
Su prestigio docente como profesora del Colegio Nacional de Sordomudos y Ciegos le permitió viajar becada (obtuvo una beca de la JAE en dos ocasiones, 1908 y 1930). Navarro fue becada con la condición de pensionada, es decir se le otorgaban los permisos de salida pero no se le daba apoyo económico por contar con recursos propios para ello. Lorenzo Luzuriaga, su marido, la disfrutaba sin ningún tipo de restricción. Viajó por Europa para conocer los métodos pedagógicos más innovadores, publicando obras especializadas para su atención.  En una de las ocasiones en que fue becada la estancia tan solo duró cinco meses ya que se produjo la declaración de la guerra europea, por lo que no pudo trabajar en el Instituto de Psicología Experimental y de Paidología, dirigido por Brahan, y en el de Trüper en Jena para conocer aspectos psicológicos y tratamientos educativos en la infancia discapacitada se quedaron rotos.
Colaboró en la prensa con artículos en la Página de Pedagogía del diario El Sol (1918-1921) y, cuando desapareció esta página, siguió publicando sus artículos en La Gaceta Literaria o el Diario Informaciones.
Participó activamente en lo político y social siendo defensora de los derechos de las mujeres y considerada una figura relevante del feminismo español. Participó en la creación de la Liga Femenina para la Paz junto con Clara Campoamor, Carmen Baroja, Isabel Oyarzábal y Matilde Huici, entre otras. También formó parte del Lyceum Club Femenino donde era responsable de la sección de Literatura y dio diversas conferencias, alguna de ellas recogidas en prensa como "Psicología de la adolescencia" o "Madres e hijos".
En 1931 asumió el cargo de la Presidencia de la Agrupación Femenina Republicana.
Entre los años 1931 y 1934, por encargo del gobierno de la República, dirigió la Escuela del Hogar y Profesional de la Mujer y participó en las Misiones Pedagógicas (1931-1934). Al comienzo de la guerra civil fue responsable del Consejo de Protección de Menores ocupándose de niñas huérfanas abandonadas en centro religiosos, recogido por Elena Fortún en la revista Crónica. Durante su exilio en Gran Bretaña facilitó las primeras evacuaciones de niñas y niños españoles a ese país.
Después de la guerra se exilió con su familia a Gran Bretaña y posteriormente a Argentina. Fue profesora de Didáctica desde 1942 a 1944 en la Universidad de Tucumán y presidenta de la Comisión de Ayuda al Español Demócrata en el Exterior en 1946. Murió en Buenos Aires en 1947.

## Obra
Entre su obra publicada hay que destacar la traducción de libros como "La educación de los niños:Pedagogía de Fenelón" (1919); la recopilación de textos como "Antología de Rousseau" (1931), o la publicación de libros de su propia cosecha sobre la educación de niños sordomudos, como los editados en 1921 y 1927. Además, junto a su esposo, Lorenzo Luzuriaga, crean en 1922 la Revista de Pedagogía, que se editaría hasta 1936.
En 1936, año en que fue nombrada vocal del Consejo Superior de Protección de Menores, publicó La enseñanza de la lectura y la escritura en la enseñanza primaria.

## Epónimos
- Centro de Educación Especial María Luisa Navarro Margati, en Valdepeñas.[9]